# Titularbistum Ficus
Ficus (ital.: Fico) ist ein Titularbistum der römisch-katholischen Kirche. 
Es geht zurück auf einen früheren Bischofssitz in der gleichnamigen antiken Stadt, die sich in der römischen Provinz Mauretania Sitifensis befand.
| Titularbischöfe von Ficus |                             |                                                  |                   |                   |
| Nr.                       | Name                        | Amt                                              | von               | bis               |
| 1                         | Edward Francis Kelly MSC    | Weihbischof in Sydney (Australien)               | 6. Februar 1969   | 19. Dezember 1975 |
| 2                         | Jaime Pedro Gonçalves       | Koadjutorbischof von Beira (Mosambik)            | 19. Dezember 1975 | 3. Dezember 1976  |
| 3                         | Crisostomo Yalung           | Weihbischof in Manila (Philippinen)              | 25. März 1994     | 18. Oktober 2001  |
| 4                         | Jabulani Adatus Nxumalo OMI | Weihbischof in Durban (Südafrika)                | 8. Juli 2002      | 10. Oktober 2005  |
| 5                         | Gregório Paixão Neto OSB    | Weihbischof in São Salvador da Bahia (Brasilien) | 7. Juni 2006      | 10. Oktober 2012  |
| 6                         | Darci José Nicioli CSsR     | Weihbischof in Aparecida (Brasilien)             | 14. November 2012 | 9. März 2016      |
| 7                         | Angelo Pagano OFMCap        | Apostolischer Vikar von Harar (Eritrea)          | 16. April 2016    |                   |